# Coțușca
Coţuşca é uma comuna romena localizada no distrito de Botoşani, na região de Moldávia . A comuna possui uma área de 122.00 km² e sua população era de 5127 habitantes segundo o censo de 2007.